# 주산초등학교 덕림분교
주산초등학교 덕림분교는 전라북도 부안군 주산면 덕림로 234 (덕림리)에 있었던 분교이다.

## 연혁
- 1965년 2월 9일 주산국민학교 덕림분교장 인가
- 1969년 3월 1일 덕림국민학교로 승격
- 1992년 2월 28일 주산국민학교 덕림분교장
- 1996년 3월 1일 주산초등학교 덕림분교장
- 1999년 2월 28일 폐교